# Alfarería negra en Asturias

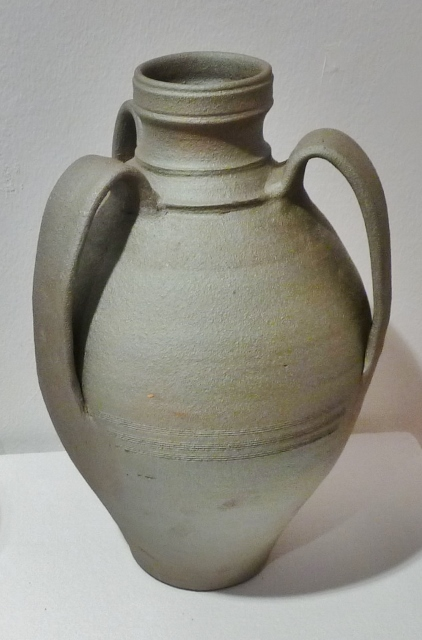
‘Barbón’ de Faro (Oviedo). Exposición "Alfarería tradicional de España: la Asturias alfarera" (Centro Municipal de Arte y Exposiciones de Avilés).

Alfarería negra en Asturias es el conjunto de la producción de cerámica negra tradicional desarrollada en la zona asturiana de la cornisa Cantábrica en España, con especial desarrollo en Llamas del Mouro, Faro y Miranda en el concejo de Avilés.

## Alfarería de Llamas del Mouro
La producción de Llamas, en el concejo de Cangas de Narcea, con una antigüedad que delatan las formas y procesos para su elaboración, tuvo quizá sus periodos de mayor actividad conocida en las décadas anteriores a la guerra civil española y en la de 1950, cuando contaba aún con 16 alfares.

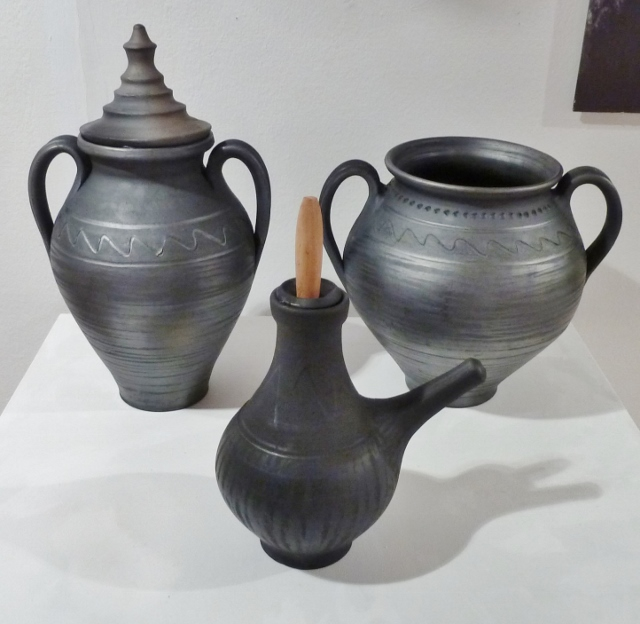
Mielera, chocolatera y cántara. Llamas del Mouro

Aunque el barro de Llamas, muy abundante y de calidad, es «blanco y colorado», la producción ha sido tradicionalmente de vasijas con acabado negruzco o gris acerado, debido al proceso de la cochura en sus hornos, donde las piezas son cubiertas con terrones de hierba (‘tapines’), capa que permitirá, una vez cocidas el proceso cerámico de reducción por falta de oxígeno y exceso de hidrógeno y dióxido de carbono, que finalmente da como resultado añadido el oscurecimiento de las piezas.
Entre las vasijas tradiciones de Llamas pueden destacarse, por ejemplo, los «xarros de pixulin» (barriletes cilíndricos con dos asas enfrentadas, junto a la boca de la vasija); los «pucheiros» para cocinar, los «xarros» de agua, las «otsas» y las «tarreñas» (para conservar las natas de la leche); o los moldes para hacer el queso o «queiseiras». Como otras producciones de la típica alfarería asturiana, además del pequeño comercio local, la producción se mantenía con los mercados y las ferias de localidades grandes como Cangas de Narcea, Avilés, Ovieda o Pola de Siero.

## Alfarería de Miranda
Se ha datado el origen de la cerámica mirandesa ya en los siglos x y xi, como han confirmado en el inicio del siglo xxi
investigaciones arqueológicas realizadas en la comarca, y en concreto en el edificio de Miranda del siglo xiv conocido como palacio de Valdecarzana, donde aparecieron abundantes restos del conjunto de formas alfareras tradicionales de esta zona de Asturias con mil años de antigüedad. Asimismo, los investigadores han localizado puntuales referencias en el Archivo Notarial de Oviedo (con registro de olleros en Miranda desde 1644, y documentos jurídicos desde 1657), en documentos del Archivo Histórico Provincial de Oviedo (desde 1669) y el Archivo del Ayuntamiento de Avilés. Si bien quizá el documento más conocido y trascendente es el relato del ilustrado Jovellanos en sus Diarios.
Casi desaparecida por abandono de su talleres y emigración de sus alfareros en el inicio del siglo xx –Seseña y Feito dan la fecha aproximada de 1910–, la producción artesanal se recuperó como fenómeno cultural, social y económico con la apertura en 1975 de la Escuela de Cerámica de Miranda. A partir de la iniciativa del investigador, coleccionista y párroco José Manuel Feito, se promovió la recuperación no solo de las de formas singulares de la cerámica negra asturiana, sino asimismo de los hornos, sistemas de cocción, localización de barreras de arcilla, etc. Enclave importante para el desarrollo de esta tarea fue la Casa-taller «El Alfar», fundado por el profesor Ricardo Fernández López, impulsor del Centro Municipal de Cerámica de Avilés.

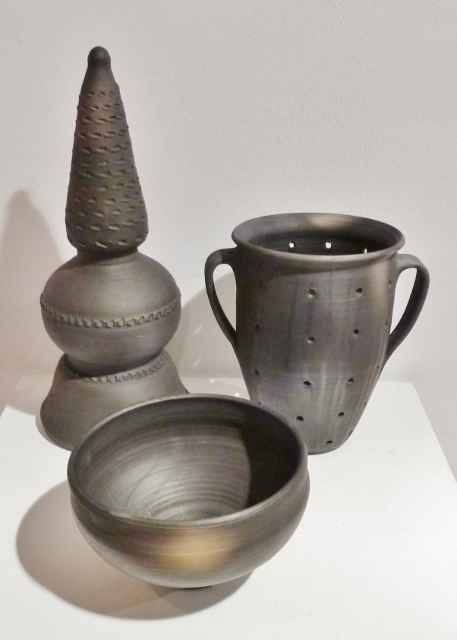
Remate de tejado, escudilla y quesera. Colección Liberbank. Museo de la Historia Urbana de Avilés. Miranda (Avilés).

Objetos alfareros tradicionales de la alfarería negra asturiana son: la escudilla –utilizada como tazón–; la quesera; cazuelas y pucheros para cocinar; la jarra con su típica panza bruñida verticalmente; la "botía", para batir manteca; la cántara, usada como orza para conservar la matanza del cerdo; el botijo, diseñado como botija de carro o  cantimplora para transportar el agua («con un colador en la boca y un guijarro en su interior para facilitar su limpieza»).
Entre las formas típicas de la cerámica negra mirandesa destacan dos recipientes específicos para guardar el «amasijo de San Martín», el vedrío y la tarreña; otra pieza singular es el tonel, vasija para llevar el agua de la fuente a la casa o los campos. Además de estos elementos, más o menos típicos de la alfarería doméstica, hay que mencionar los braseros para el cisco, y adornos para la arquitectura rural como florones y remates de los hórreos.

## Proceso de elaboración
Sirve de introducción la cita de Jovellanos, que en la página de su Diario IV Itinerario VIII, fechada el 2 de agosto jueves de 1792, escribe este texto:

...Miranda, lugar grande, compuesto de tres o cuatro barriadas algo separadas en que está reunida la población. En una de ellas vimos los hornos y fábricas de barro común que aquí se trabaja; la mayor parte de ellos cavados en la tierra, de grosera y no bien dirigida forma. El barro es rojo y después de cocido conserva el mismo color, aunque más claro tirando algo a blanco. Para darle el negro brillante y fino de los botijos, basta cerrar muy cuidadosamente el horno después de la cochura, y sin duda el humo ahogado en él penetra por todos los poros del barro y se vuelve negro. La operación preparatoria se reduce a machacar el barro, que se trae del mismo término, pasarlo después por un tamiz, amasarlo luego en unos duernos con agua, y al fin pasarlo a los tornos para darle forma. Hay como unos treinta hornos en los que se trabaja el barro común y da color negro; otros cuatro destinados al barro blanco, aunque no lo es, con su vidriado blanco y amarillento y con algunos rasgos verdes y azules. En estos se hace la antigua y ordinaria vajilla de nuestro pueblo.

Tomando como ejemplo de trabajo el de la alfarería mirandesa, una descripción elemental permitirá diferenciar las fases de preparación de los hornos, cocción de las piezas y dentro de esa fase, el proceso de "carbonación" que producirá el típico color negro en las piezas. El color negro se consigue cuando, una vez alcanzados los 1000 grados, se mete en la zona de combustión del horno algo que queme mal, madera mojada por ejemplo. La "carbonación", una especie de «ahumado profundo» se facilita tapando todo los huecos del horno evitando así la entrada de oxígeno. El procedimiento antiguo de asfixiar el cocimiento era cubrir el horno con «tapines», un compuesto de hierba y tierra, que conservarán el calor durante dos o tres días, según el tamaño del horno.

## Hornos
Del mismo modo que el transporte y venta de las piezas era al parecer exclusivo cometido de las mujeres, el manejo de los hornos quedaba reservado a los hombres. Hay que advertir que los hornos de Miranda están hechos de barro y piedra, o de ladrillo indistintamente, aprovechando con frecuencia la inclinación del terreno. Dentro del horno se diferencian dos espacios, separados por la solera; en el inferior, el hogar del horno, se pone la leña, y en el de arriba –denominado mufla en la jerga alfarera– se colocarán las piezas ordenadamente, es decir, las más grandes abajo, y las vasijas pequeñas como los típicos vedríos encima de las piezas medianas. Se cubrirá todo con tejas rotas o deshechos de piezas viejas para crear «una bóveda en la que, al rebotar las llamas, se iguale la temperatura». Sigue el dilatado y delicado capítulo de la cocción, común a los hornos usados en casi toda la península ibérica.

## En la literatura
Además de la descripción de Jovellanos, otros autores mencionan la "jarrería negra"
de Miranda, como, por citar un ejemplo, David Arias en 1893. Más extensa es la referencia de los etnógrafos Octavio Bellmunt y Canella Secades en su monografía dedicada a Asturias y publicada en 1899, con estos párrafos: «En las proximidades de Avilés aún existen dos industrias que algunos suponen de origen romano: las famosas vasijas de barro ennegrecido cocidas en Miranda y los objetos de cobre...», en concreto, al hablar de la cerámica negra dice que «es especial, sin precedentes en la provincia, exclusiva del citado pueblo, ejercida sólo por los naturales del país, que conservan el secreto de la fabricación; pero la forma de las indicadas vasijas que son de varias clases y destinos, aunque latina, según Fernández Guerra, no se parece a la cerámica romana, no alcanza su grado de elegancia y perfección». Y aun concluye que «no podemos por lo tanto afirmar que tenga este origen, pero sí que no hay noticia de la época en que comenzó, ni de donde pudo haber sido importada por los hijos del próspero pueblo de Miranda que la transmiten de padres a hijos en el mismo estado en que la recibieron de sus mayores sin hacer nada por mejorarla o perfeccionarla».